# Entlebuch
Entlebuch és un municipi del cantó de Lucerna (Suïssa), cap del districte d'Entlebuch.